# Карл Гуменбергер
Карл Гуменбергер (нім. Karl Humenberger, 25 жовтня 1906, Відень — 28 грудня 1998, Відень) — австрійський футболіст, що грав на позиції півзахисника. По завершенні ігрової кар'єри — тренер.

## Клубна кар'єра
Карл Гуменбергер почав свою кар'єру в клубі «Флорідсдорфер», де дебютував восени 1926 року. Молодого футболіста відразу поставили в центр поля на місце, яке раніше займав відомий футболіст Леопольд Дракер. Команда «Флорісдорфер» в ті роки зірок з неба не хапала, але завжди була твердим середняком, а в 1928 році навіть досягла стадії півфіналу Кубка Австрії.
У 1930 році Гуменбергер перейшов в клуб «Адміра» з Відня, але довго там не затримався і посеред сезону 1931-32 поїхав у Швейцарію, в клуб «Цюрих». В чемпіонаті Швейцарії 1932 року клуб Гуменбергера виграв групу 1 і вийшов до фінального турніру для чотирьох команд. «Цюрих» здобув дві перемоги і в третьому турі зустрічався з «Лозанною», яка два попередні матчі звела до нічиїх. Команда Гумменбергера програла з рахунком 2:4. За п'ять хвилин до кінця матчу Карл вдарив в обличчя гравця суперників Тандера, зав'язалась бійка і обох  вилучили з поля. Команди набрали однакому кількість очок і для визначення чемпіона був призначений додатковий матч між цими ж суперниками, що відбувся через тиждень 3 липня 1932 року. Незважаючи на бійку і вилучення, Гумменбергер був допущений до цієї гри, забив один з голів, але його клуб поступився з рахунком 2:5 і залишився срібним призером чемпіонату. Гравці «Цюриха» демонстративно покинули поле під час церемонії нагородження «Лозанни».
Провівши неповний сезон у швейцарській першості, Гуменбергер повернувся в «Адміру». У той період історії, «Адміра» була на підйомі, з клубом Карл двічі виграв чемпіонат Австрії і грав у фіналі головного, в ті роки, європейського клубного трофея — Кубка Мітропи в 1934 році, в якому австрійці програли італійській «Болоньї».
У 1936 році Гуменбергер перебрався у Францію, де грав за «Страсбур», очолюваний співвітчизником Карла Йозефом Блумом. Клуб знаходився в верхній частині французької першості, але до медалей не добирався, а в 1937 році вийшов у фінал Кубку Франції, в якому з рахунком 1:2 програв «Сошо».
Завершив професійну ігрову кар'єру у клубі «Сент-Етьєн», за команду якого виступав протягом сезону 1938/39 років, завершивши кар'єру у Франції 4-м місцем у чемпіонаті.
В наступному сезоні грав за австрійський клуб «Аустрія Фіат», також у вищому дивізіоні чемпіонату Австрії зіграв один матч за «Адміру» (Відень) в сезоні 1942-43.

## Виступи за збірну
В квітні 1928 року Гуменбергер вперше був викликаний в збірну Австрії, дебют вийшов невдалим: австрійці програла збірній Чехословаччини у Відні 0:1, а молодого півзахисника після цієї невдачі більше ніколи під прапори національної команди не закликали. Хоча Карл регулярно грав за збірну Відня, на основі якої будувалася і сама австрійська збірна. Дебютував у складі збірної Відня у липні 1927 року у виїзному поєдинку зі збірною Стамбула, у якому також відзначився забитим голом, а його команда перемогла з рахунком 2:0. Також був учасником таких матчів: Відень — Будапешт — 2:2 (1927), Прага — Відень — 2:5 (1931), Кельн — Відень — 1:6 (1931), Дуйзбург — Відень — 2:6 (1931), Париж — ВІдень — 1:4 (1933), Відень — Братислава — 6:2 (1935).

## Кар'єра тренера
Тренерську кар'єру Гуменбергер почав вже після закінчення Другої світової війни. Першим його клубом став «Ортманн».
У 1954 році австрійця запросив голландський клуб «Аякс», який після проголошення професійного футболу в Нідерландах, хотів стати лідером європейського футболу, австрійський тренер став першим кроком у цьому напрямку, він став першим тренером «Аякса», рішення якого не контролювалися спеціальним комітетом в клубі. У першому сезоні Гуменбергера в «Аяксі» клуб посів друге місце в регіональному турнірі, поступившись лише ДВС, з яким набрав однакову кількість очок. У сезоні 1956/57 «Аякс», під керівництвом австрійця виграв чемпіонат Нідерландів, але потім клуб не блищав, займаючи 3-е і 6-е місця відповідно. Після сезоні 1958/59 Гуменбергер був звільнений, не досягнувши з клубом високих результатів, до того ж керівництву клубу не подобався оборонний футбол, сповідуваний австрійцем.
Після «Аякса» Гуменбергер керував клубом «Аустрія» із Зальцбурга та «Дордрехтом», а завершив кар'єру в бельгійському клубі «Антверпен».
Після закінчення тренерської кар'єри, Хуменбергер не пішов з футболу. Він працював в австрійському футбольному союзі, контролюючи зведення 8-ми полів в областях, близьких до Дунаю. Помер Гуменбергер від серцевого нападу 28 грудня 1998 року у віденській лікарні на 93-му році життя.

## Статистика виступів

### Статистика виступів у збірній
| Дата       | Місто  | Господарі | Результат | Гості          | Турнір                             | Голи | Примітки |
| ---------- | ------ | --------- | --------- | -------------- | ---------------------------------- | ---- | -------- |
| 01/04/1928 | Відень | Австрія   | 0 – 1     | Чехословаччина | Кубок Центральної Європи 1927—1930 | -    |          |
| Усього     |        | Матчів    | 1         |                | Голів                              | 0    |          |

### Статистика виступів у кубку Мітропи
| №                      | Розіграш               | Стадія                 | Дата та місце проведення | Команда 1              | Рахунок | Команда 2           | Голи |
| ---------------------- | ---------------------- | ---------------------- | ------------------------ | ---------------------- | ------- | ------------------- | ---- |
| 1                      | 1934                   | 1/8                    | 17.06.1934 Відень        | Адміра (Відень)        | 0:0     | Наполі              |      |
| 2                      | 1934                   | 1/8                    | 24.06.1934 Неаполь       | Наполі                 | 2:2     | Адміра (Відень)     |      |
| 3                      | 1934                   | 1/8 перегр.            | 1.07.1934 Цюрих          | Адміра (Відень)        | 5:0     | Наполі              | 77'  |
| 4                      | 1934                   | 1/4                    | 18.07.1934 Відень        | Адміра (Відень)        | 4:0     | Спарта (Прага)      |      |
| 5                      | 1934                   | 1/4                    | 22.07.1934 Прага         | Спарта (Прага)         | 3:2     | Адміра (Відень)     |      |
| 6                      | 1934                   | 1/2                    | 25.07.1934 Відень        | Адміра (Відень)        | 3:1     | Ювентус (Турин)     | 47'  |
| 7                      | 1934                   | 1/2                    | 29.07.1934 Турин         | Ювентус (Турин)        | 2:1     | Адміра (Відень)     |      |
| 8                      | 1934                   | Фінал                  | 5.09.1934 Відень         | Адміра (Відень)        | 3:2     | Болонья             |      |
| 9                      | 1934                   | Фінал                  | 9.09.1934 Болонья        | Болонья                | 5:1     | Адміра (Відень)     |      |
| 10                     | 1935                   | 1/8                    | 16.06.1935 Відень        | Адміра (Відень)        | 3:2     | Хунгарія (Будапешт) |      |
| 11                     | 1935                   | 1/8                    | 23.06.1935 Будапешт      | Хунгарія (Будапешт)    | 7:1     | Адміра (Відень)     | 76'  |
| 12                     | 1936                   | 1/8                    | 21.06.1936 Відень        | Адміра (Відень)        | 0:4     | Простейов           |      |
| 13                     | 1936                   | 1/8                    | 28.06.1936 Прага         | Простейов              | 2:3     | Адміра (Відень)     | 80'  |
| Всього у кубку Мітропи | Всього у кубку Мітропи | Всього у кубку Мітропи | Всього у кубку Мітропи   | Всього у кубку Мітропи | 13      |                     | 3    |

## Титули і досягнення

### Як гравця
- Чемпіон Австрії (2):

«Адміра» (Відень): 1933–34, 1935–36
- Срібний призер чемпіонату Швейцарії (1):

«Цюрих»: 1931-1932
- Володар Кубка Австрії (1):

«Адміра» (Відень): 1933–34
- Фіналіст Кубка Франції (1):

«Страсбур»: 1936–37
- Фіналіст Кубка Мітропи (1):

«Адміра» (Відень): 1934

### Як тренера
- Чемпіон Нідерландів (1):

«Аякс»: 1956–57